# Karin Franz Körlof

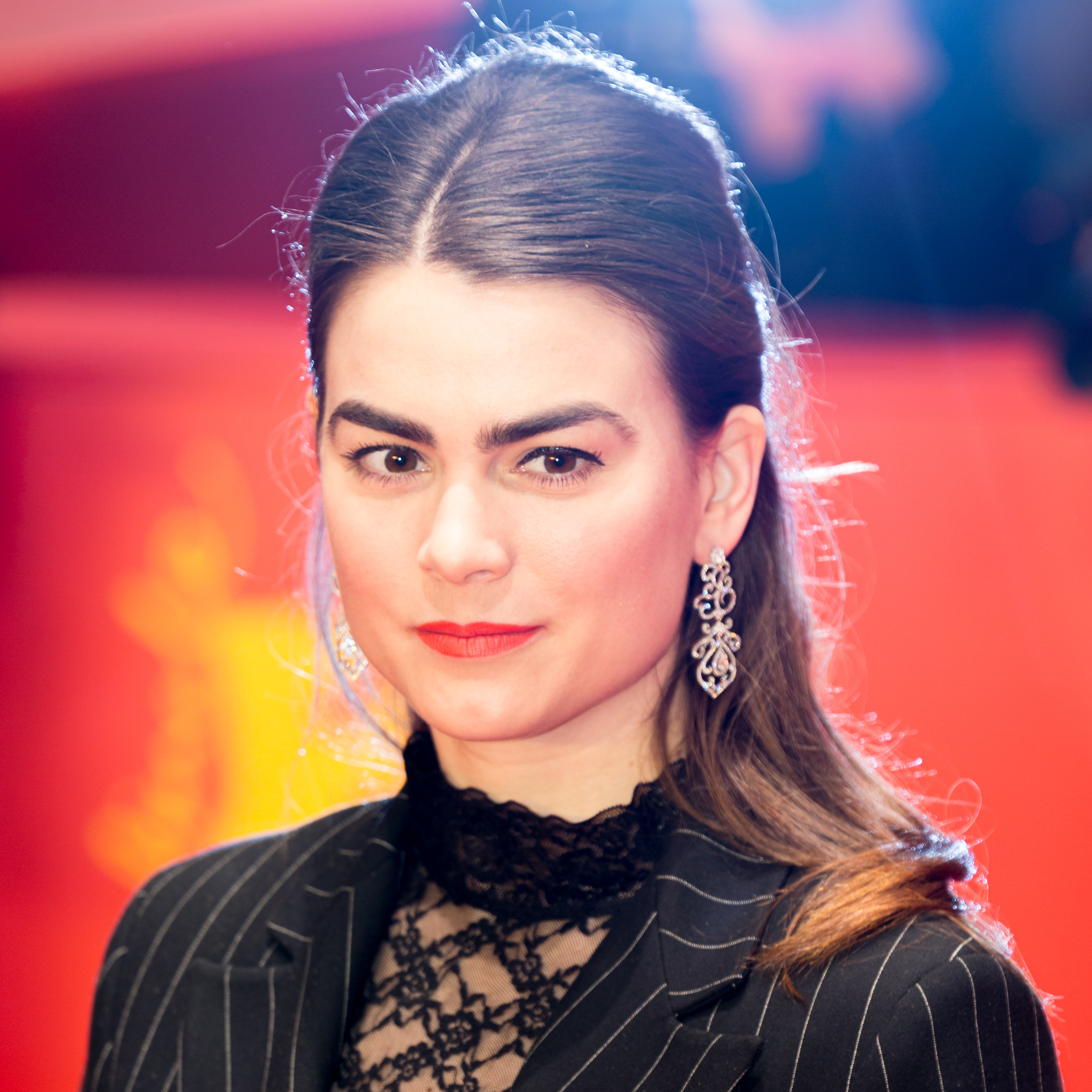
Karin Franz Körlof (2017)

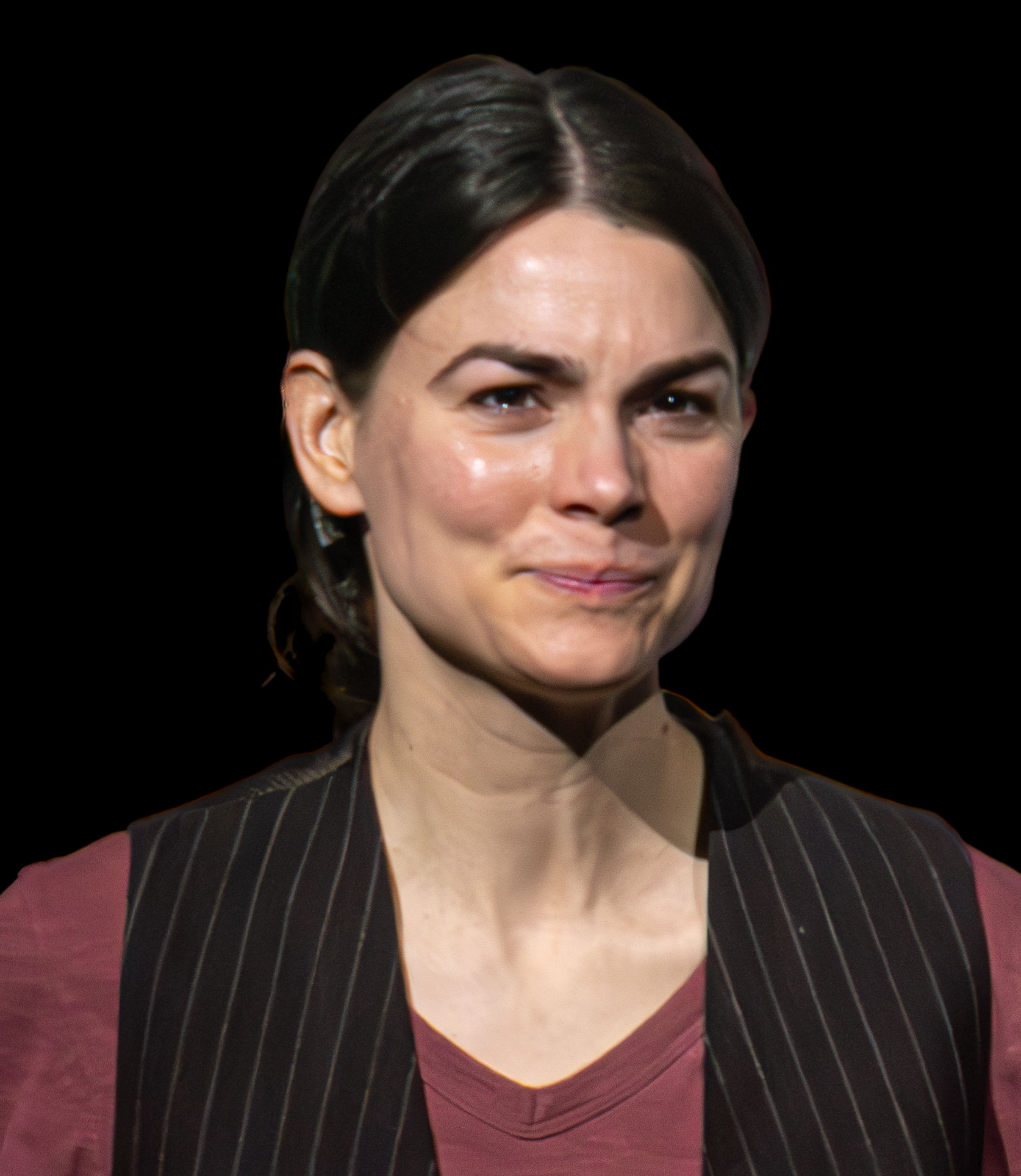
Karin Franz Körlof (2024)

Karin Franz Körlof (* 18. April 1986) ist eine schwedische Schauspielerin.

## Leben
Körlof sammelte von 2002 bis 2005 erste Schauspielerfahrungen am Gymnasium in Ale. 2009/10 studierte sie Theaterwissenschaft an der Universität Stockholm. Ihre Schauspielausbildung erhielt sie von 2012 bis 2015 an der Stockholms Dramatiska Högskola, der Stockholmer Hochschule für Dramatik. Am Königlichen Dramatischen Theater (Dramaten) in Stockholm stand sie ab 2017 unter anderem in der Titelrolle von Mary Page Marlowe von Tracy Letts und als Ophelia in Hamlet auf der Bühne.
2013 spielte sie in der Krimiserie Mankells Wallander in der Folge Verrat die Rolle der Alexia, in der Fernsehserie Blaue Augen war sie 2014/15 als Sofia Nilsson zu sehen. Für ihre Darstellung der Lydia Stille in Den allvarsamma leken von Pernilla August basierend auf dem gleichnamigen Roman von Hjalmar Söderberg wurde sie 2017 für den Filmpreis Guldbagge des Schwedischen Filminstituts in der Kategorie Beste Hauptdarstellerin nominiert. Der Film wurde unter anderem auf der 66. Berlinale in der Sektion Berlinale Special gezeigt.
2017 verkörperte sie in der Romanverfilmung Die Frau des Nobelpreisträgers mit Glenn Close die Rolle der Linnea, in der deutschsprachigen Fassung lieh ihr Alice Bauer die Stimme. Im Rahmen der 67. Internationalen Filmfestspiele Berlin wurde sie im selben Jahr als European Shooting Star ausgezeichnet. Von 2017 bis 2019 spielte sie in der Serie The Restaurant die Rolle der Lilly. 2018 war sie in der Thriller-Fernsehserie Greyzone – No Way Out als Linda Laaksonen zu sehen, in der deutschsprachigen Fassung wurde sie von Kristina von Weltzien synchronisiert.
In der Fernsehserie Huss – Verbrechen am Fjord (2021) übernahm sie die Rolle der Polizistin Katarina Huss, die trotz Widerstands ihrer Mutter, der Ermittlerin Irene Huss, dargestellt von Kajsa Ernst, in den Polizeidienst eintritt und ihren Dienst in Göteborg antritt. Von 2007 bis 2011 verkörperte Angela Kovács in der Serie Irene Huss, Kripo Göteborg basierend auf den Figuren der Irene Huss-Reihe der Autorin Helene Tursten die Titelrolle.
Körlof ist mit dem Schauspieler Shanti Roney liiert. Seit 2022 haben sie eine gemeinsame Tochter.

## Filmografie (Auswahl)
- 2011: Kronjuvelerna
- 2012: VLife (Kurzfilm)
- 2013: Det hände i Sköndal (Kurzfilm)
- 2013: Mankells Wallander (Wallander, Fernsehserie, Folge Verrat/Sveket)
- 2013: Ich gehöre keinem (Mig äger ingen)
- 2014–2015: Blaue Augen (Blå ögon, Fernsehserie)
- 2016: Den allvarsamma leken
- 2016: Juicebaren (Mini-Serie)
- 2017: Paare – Fall 22: London-Stockholm (Mini-Serie)
- 2017: Garden Lane (Trädgårdsgatan)
- 2017: Die Frau des Nobelpreisträgers (The Wife)
- 2017–2019: The Restaurant (Vår tid är nu, Fernsehserie)
- 2018: Greyzone – No Way Out (Greyzone/Gråzon, Fernsehserie)
- 2019: Vi finns kvar (Kurzfilm)
- 2019: Kurs i självutplåning (Fernsehserie)
- 2020: War in academia (Kurzfilm)
- 2020: 12:13 (Fernsehserie)
- 2020: Måste gitt – Serien (Fernsehserie)
- 2021: Huss – Verbrechen am Fjord (Huss, Fernsehserie)
- 2021: Drugdealer – Linus nya yrke (Fernsehserie)
- 2023: En dag kommer allt det här bli ditt
- 2023: 100 årstider

## Auszeichnungen und Nominierungen
- 2017: Guldbagge – Nominierung in der Kategorie Beste Hauptdarstellerin für Den allvarsamma leken[2]
- 2017: Auszeichnung als European Shooting Star[9]